# Herminia Fariña Cobián
Herminia Fariña Cobián ( n. Santiago de Compostela, 4 de abril de 1904 - Simes (Meaño), 14 de octubre de 1966) fue una escritora, poeta, dramaturga gallega.

## Trayectoria
Hija de José Fariña González, militar, y Regina Cobián Tejo. Pasó su infancia en diferentes ciudades debido a la profesión del padre. A los diez años se trasladó a Simes, a la casa de abuela materna donde comienza a despertar su vocación literaria. 
Sus primeros versos aparecieron en Vida Gallega, publicación de la que fue asidua colaboradora, y en la revista Gloria Femenina. Su primer libro de poemas, Cadencias, fue publicado en Pontevedra en 1922 en lengua castellana. A lo largo de su producción alternó la lengua gallega y la castellana, así en 1924 publicó Seara, con poemas en gallego. También en gallego fue publicado el poema dramático Margarida a malfadada y la pieza cómica O soldado froita e outros diálogos e monólogos. Margarida a malfadada junto con la comedia en castellano La marquesa de Miraflores fueron estrenados en el Teatro Principal de Santiago el 23 de marzo de 1927. Colaboró en La Temporada en Mondariz y publicó en esa villa Pétalos líricos (1926). Fue elegida miembro no numerario de la Real Academia Galega en 1925. 
Se instaló en Buenos Aires, donde colaboró con diferentes medios de prensa como Céltiga, La Razón, El Mundo de Montevideo y publicó Bajo el cielo porteño (1930) y Hosanna (1931). Regresó a Galicia en enero de 1932 y escribió una zarzuela en tres actos y un cuadro, O avarento, con música de José Jané. Se trasladó a vivir con su padre destinado en Calatayud, donde fundó y dirigió la revista Fortaleza desde febrero de 1935. Se instala en Madrid donde su situación económica fue empeorando durante ese año hasta el punto de solicitarse una suscripción popular para aliviar la difícil circunstancia en la que se encontraba.
En 1937 publicó ¡Por España y para España! (El libro del combatiente) con 14 poemas de exaltación religiosa y del bando franquista, diez de ellos en castellano y cuatro en gallego, que fue utilizado como propaganda por los sublevados. Ante el gobierno franquista de Burgos se presentaba como huérfana de padre "asasinado polos republicanos". Colaboró en La Noche, Sonata Gallega e Ciudad. En 1950, con motivo de las fiestas de Vigo, publicó el folleto Cantiga serea con tres poemas.
A principios de la década de los sesenta se instaló definitivamente Simes, en la casa familiar donde murió en 1967.

## Vida personal
Se casó con Eduardo del Río en julio de 1922 con quien tuvo un hijo, Eduardo. Viuda de Eduardo del Río, contrajo nuevas nupcias con Pedro Fontenla Camiña el 7 de junio de 1930 en Buenos Aires. Nuevamente viuda, se volvió a casar con Isaac Sánchez Alonso en Madrid en 1939 con quien tuvo dos hijos, Isaac y María del Carmen. Era hermana de Ramón Fariña Cobián y Josefina Fariña Cobián

## Obras

### Poesía y prosa
- Cadencias. Pontevedra. 1922. Poesía en castellano
- Seara. Pontevedra. 1924. Poesía en gallego
- Pétalos líricos. Mondariz. 1926. Prosa lírica en castellano
- Bajo el cielo porteño. Buenos Aires. 1930. Prosa en castellano
- Hosanna. Buenos Aires. 1931. Poesía en castellano
- ¡Por España y para España! (El libro del combatiente). 1938

### Teatro
- Margarida a Malfadada. Escrita en 1926. Representada en 1927.
- O soldado froita. Representada en 1927
- O avarento. Zarzuela en tres actos y un cuadro. Escrita y representada en 1927
- La Marquesa de Miraflores. Representada en 1927
- Sangre y sol. Ópera. Escrita en 1927

### Libros inéditos
- Doenzas e segredos
- Idilios, Pesadumbre y Mazorcas
- Cartas sin fecha y sin destino

### En preparación
- Fortaleza
- La bella y dolorosa historia de mi vida
- Retorno de emigrantes

### Folletos impresos
- Mensaxe de Ademiracion nas festas de Vigo. Pontevedra. 1951 (Tres poemas en gallego y dos en castellano)
- Gabanza e prego á miña aldea. Pontevedra. 1960

## Honores
- Elegida miembro no numerario de la Real Academia Galega
- Calle homónima de Pontevedra[12]